# Fuchū (Tòquio)
|  | Aquest article tracta sobre el municipi situat a la metròpoli de Tòquio. Vegeu-ne altres significats a «Fuchū». |

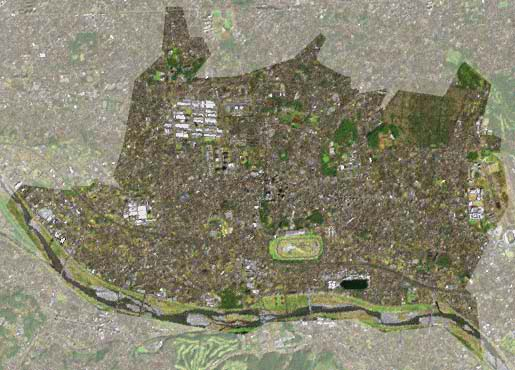
Mapa aèri de Fuchū

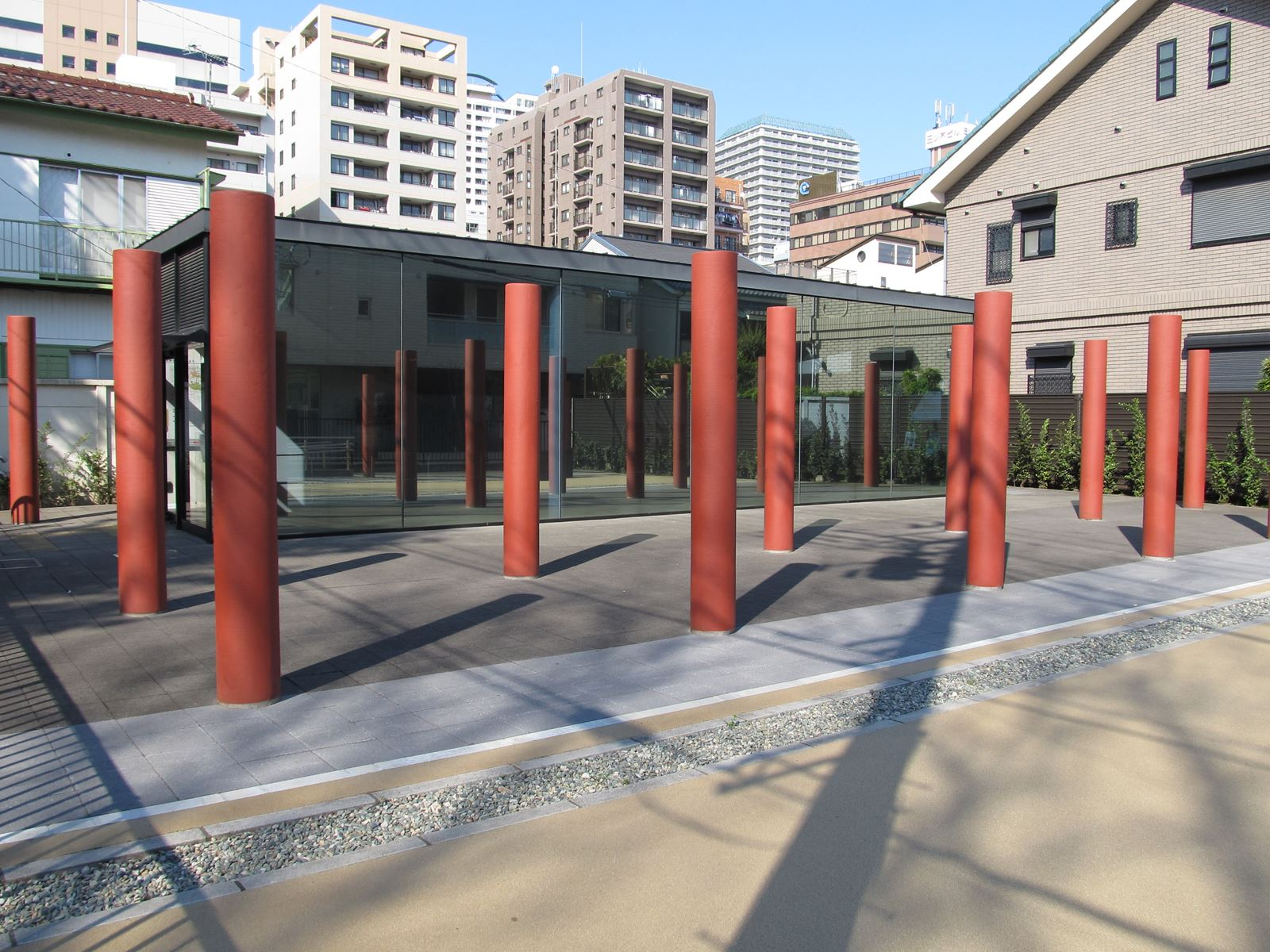
Lloc on es trobava el govern de l'antiga provínica de Musashi

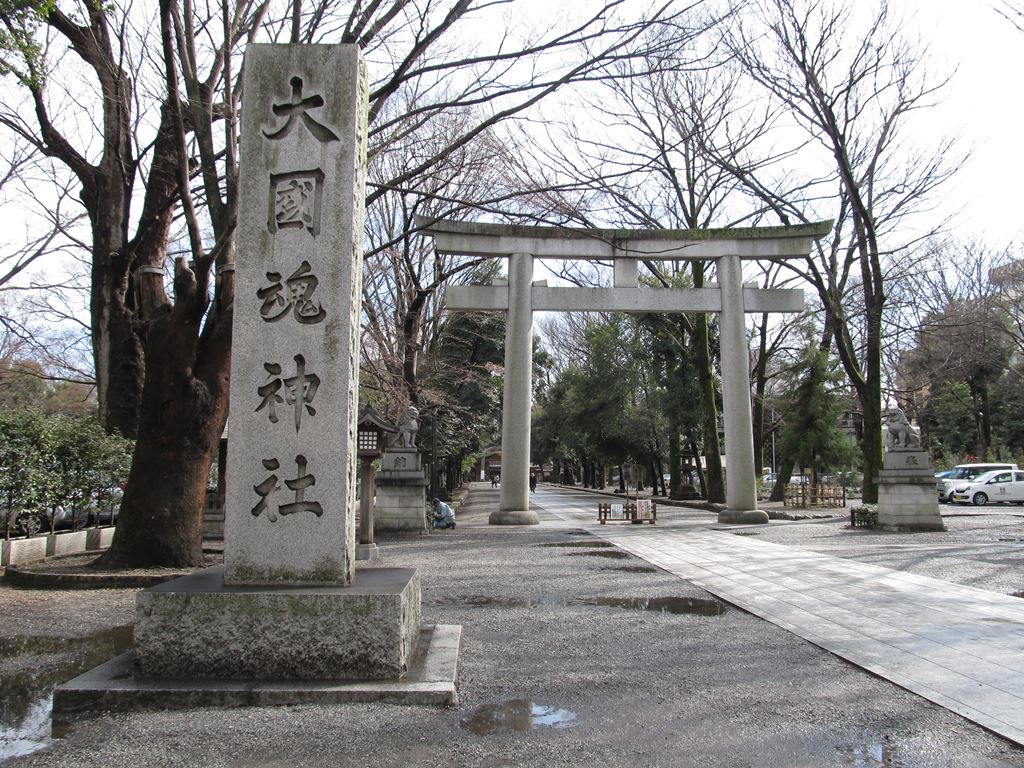
Santuari d'Ōkunitama

Fuchū (府中市, Fuchū-shi) és una ciutat i municipi de Tòquio, a la regió de Kanto, Japó. Fuchū forma part de la subregió de Tòquio Occidental o regió de Tama.

## Geografia
Fuchū està situat aproximadament a vint quilòmetres del centre de Tòquio. El municipi es troba a l'altiplà de Musashino a la part esquerra del riu Tama, front als pujols de Tama, que es troben a l'altra banda del riu. El riu Tama fueix per la zona més meridional del terme municipal des de l'oest a l'est. La zona és majoritàriament plana. El terme municipal de Fuchû limita només amb municipis de la prefectura, sent aquests Kokubunji, Koganei, Chōfu, Inagi, Tama, Hino i Kunitachi.

### Clima
Fuchū té un clima subtropical humit caracteritzat per estius càlids i hiverns ferds amb lleugeres nevades poc ocasionals. La temperatura mitjana anual de Fuchū és de 14 graus. La mitjana anual de precipitacions és de 1647 mil·límetres amb setembre com el mes amb més pluges. La temperatura mitjana és més alta al mes d'agost, amb una mitjana de vora uns 25,5 graus, mentres que el mes més baix és el gener amb una temperatura mitjana de vora 2,6 graus.

## Història
Abans de l'era Meiji, quan existia la província de Musashi, Fuchû era la capital d'aquesta; de fet, "Fuchû" vol dir "el govern de dins". Fuchû va ser el centre polític i comercial de la província des de les reformes Taika, a més de ser una important posta del Kōshū Kaidō o "camí a la província de Kai", cosa que també va fer prosperar la zona. Amb la restauració Meiji i la dissolució de les províncies, Fuchû va passar a ser la seu del districte de Kita-Tama o "Tama nord", actualment dissolt.
- 654: Fuchû es declarat la capital de la província de Musashi.
- 1333: La batalla de Bubaigawara té lloc a Fuchû.
- 1602: Fuchû esdevé shukuba o ciutat de pas d'un camí important.
- 1868: S'estableix la prefectura de Nirayama i part del terme municipal de Fuchû passa a formar part d'aquesta.
- 1869: S'estableix la prefectura de Shinagawa i la resta del municipi forma part d'aquesta.
- 1871: Amb l'establiment oficial del sistema de prefectures, la ciutat serà transferida progressivament i per parts a la prefectura de Kanagawa.
- 1878: Fuchû esdevé la seu del recentment creat districte de Kitatama.
- 1893: Fuchû amb tot el districte de Kita-Tama passa a formar part de la prefectura de Tòquio.
- 1910: El ferrocarril arriba a Fuchû.
- 1943: Fuchû passa a formar part de l'actual Tòquio unificat amb la dissolució de la prefectura i la ciutat de Tòquio.
- 1954: Fuchû passa de ser una vila a tindre la consideració de ciutat.

## Administració

### Alcaldes
- Shigeichirō Kobayashi (1951-1962)
- Ryūji Yabe (1962-1979)
- Kazuo Yoshino (1980-2000)
- Tadanao Noguchi (2000-2012)
- Norio Takano (2012-present)

## Demografia
| 1920    | 1930    | 1940    | 1950    | 1960   | 1970    | 1980    |
| ------- | ------- | ------- | ------- | ------ | ------- | ------- |
| n/a     | n/a     | n/a     | 45.342  | 82.098 | 163.173 | 192.198 |
| 1990    | 2000    | 2010    | 2020    | 2030   | 2040    | 2050    |
| 209.396 | 226.769 | 255.453 | 260.508 | -      | -       | -       |

## Transport

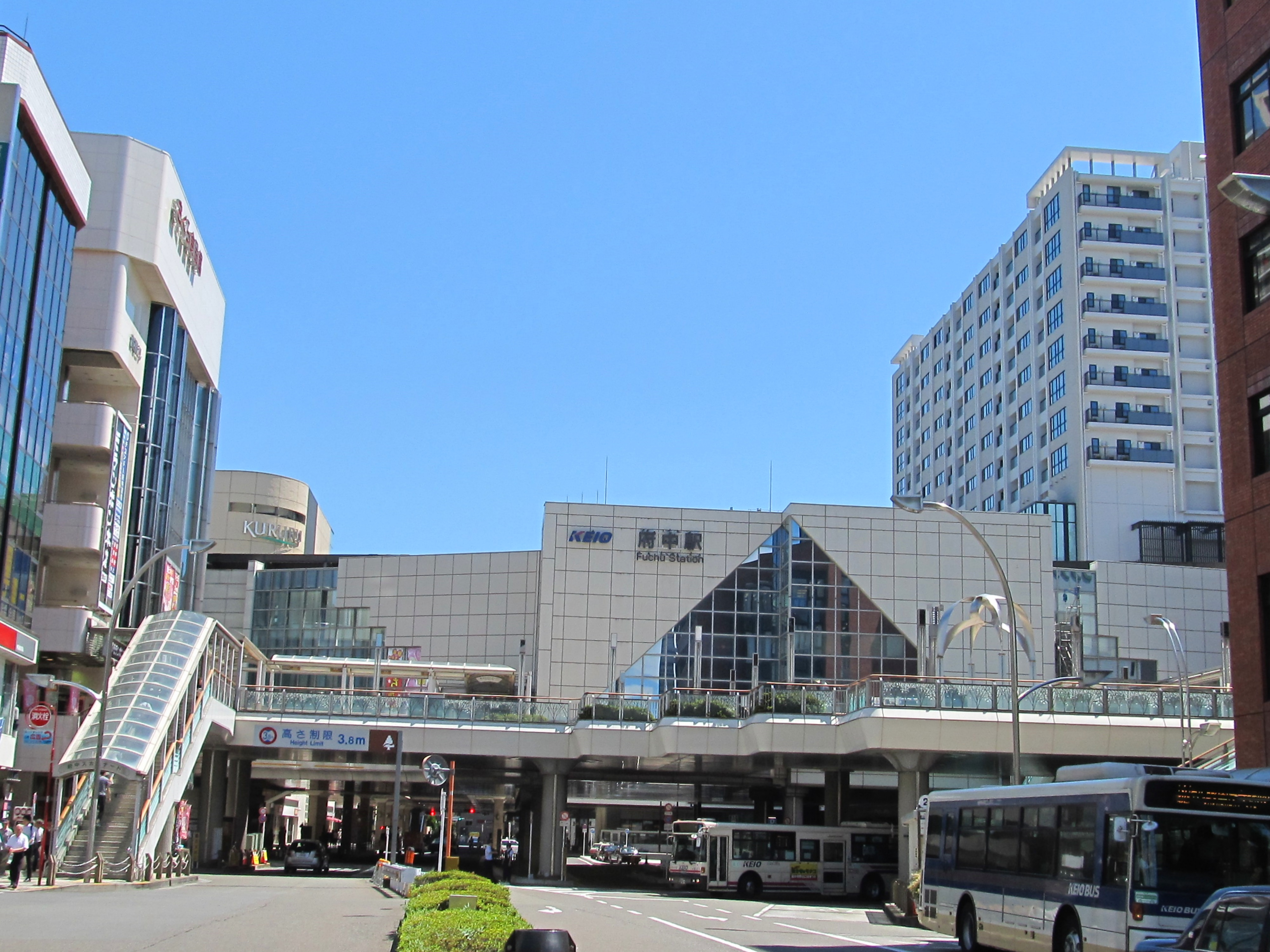
Estació de Fuchū

### Ferrocarril
- Companyia de Ferrocarrils del Japó Oriental (JR East)
  - Fuchū-Honmachi - Bubaigawara - Nishifu - Kita-Fuchū
- Ferrocarril Elèctric de Tòquio-Hachiōji (Keiō)
  - Musashinodai - Tama-Reien - Higashi-Fuchū - Fuchū - Bubaigawara - Nakagawara - Fuchūkeiba-Seimonmae
- Ferrocarril de Musashi Occidental (Seibu)
  - Tama - Shiraitodai - Kyōteijō-mae - Koremasa

### Carretera
- Autopista Central (Chūō)
- Nacional 20

## Agermanaments
- Sakuho, prefectura de Nagano, Japó.
- Hernals, estat de Viena, Àustria[3]